# Niederndorferberg
Niederndorferberg é um município da Áustria, situado no distrito de Kufstein, no estado do Tirol. Tem 12,13 km² de área e sua população em 2019 foi estimada em 725 habitantes.